# Pinggan (Kintamani)
Pinggan is een bestuurslaag in het regentschap Bangli van de provincie Bali, Indonesië. Pinggan telt 2538 inwoners (volkstelling 2010).